# Босирка
Босирка, Босирський потік — річка в Україні у Чортківському районі Тернопільської області. Права притока річки Ботової Долини (басейн Дністра).

## Опис
Довжина річки приблизно 4,56 км, найкоротша відстань між витоком і гирлом — 4,32 км, коефіцієнт звивистості річки — 1,06. Формується декількома струмками та загатами. На деяких ділянках річка пересихає.

## Розташування
Бере початок на південно-східній стороні від села Чорнокінецька Воля та на південних схилах гори Розбита Могила (306,0 м). Тече переважно на південний схід через село Босири і впадає в річку Ботову Долину, праву притоку річки Збруча.
Населені пункти вздовж берегової смуги: Дубівка.

## Цікаві факти
- На річці існує газова свердловина[1].